# Isabel (Dakota du Sud)
Pour les articles homonymes, voir Isabel.
Isabel est une municipalité américaine située dans le comté de Dewey, dans l'État du Dakota du Sud. Selon le recensement de 2010, elle compte 135 habitants. La municipalité s'étend sur 0,91 milles carrés (2,36 km2).
Fondée en 1910, la ville doit son nom à la fille d'un employé du Milawaukee Railroad.

## Démographie
| 1920 | 1930 | 1940 | 1950 | 1960 | 1970 |
| ---- | ---- | ---- | ---- | ---- | ---- |
| 240  | 430  | 490  | 511  | 488  | 394  |

| 1980 | 1990 | 2000 | 2010 | - | - |
| ---- | ---- | ---- | ---- | - | - |
| 332  | 319  | 239  | 135  | - | - |